# 2-methylbutan-2-ol
2-Methylbutan-2-ol, též nazývaný terc-amylalkohol, zkráceně TAA, je alkanol s rozvětveným řetězcem, jeden z izomerů pentanolu. Jedná se o bezbarvou kapalinu s velmi nepříjemným zápachem, který bývá popisován jako podobný zápachu paraldehydu s příměsí kafru.

## Výskyt
TAA je, spoječně s řadou dalších alkoholů, vedlejším produktem alkoholového kvašení a nachází se tak ve stopových množstvích v mnoha alkoholických nápojích. Byl také nalezen v řadě potravin, jako jsou slanina a maniok a také v rooibosu.

## Historie
Mezi roky 1880 a 1950 se 2-methylbutan-2-ol používal jako anestetikum pod názvem amylenhydrát. Ve 30. letech 20. století, byl používán nejčastěji jako rozpouštědlo tribromethanolu (TBE); smícháním TAA a TBE v poměru objemů 1:2 vzniklo anestetikum Avertin. TAA se jako hypnotikum jen ojediněle používal samostatně, jelikož byly k dispozici účinnější látky.
Terciární alkoholy jako 2-methylbutan-2-ol v organismu obvykle nemohou být zoxidovány na aldehydy a karboxylové kyseliny, které jsou často toxické.
Podobně jako ostatní anestetika obsahující terciární alkoholy, byl TAA nahrazen bezpečnějšími a účinnějšími látkami. Směs TAA a TBE se u lidí přestala používat na konci 40. let 20. století, protože se ukázalo, že TBE poškozuje játra podobně jako chloroform, který se v této době rovněž používal v anestezii; stále se používá jako krátkodobé anestetikum u laboratorních myší a krys.
V současné době slouží TAA jako rekreační droga.

## Výroba
2-Methylbutan-2-ol lze vyrobit kvašením, ovšem častěji se získává jinými způsoby.

### Průmyslová výroba
TAA se většinou vyrábí kysele katalyzovanou hydratací 2-methylbut-2-enu.

## Použití a účinky
Jelikož zůstává TAA při pokojové teplotě v kapalném skupenství, tak jej lze použít jako alternativní rozpouštědlo namísto terc-butanolu.
V minulosti se používal jako anestetikum a též jako rekreační droga podobná ethanolu; je totiž pozitivní alosterický modulátor GABAA receptorů, podobně jako ethanol. TAA způsobuje uvolnění centrální nervové soustavy nepřímou alosterickou interakcí s GABAA receptory a zvyšuje jejich aktivitu.
Tato látka má po požití nebo vdechnutí euforické, sedativní, hypnotické a antikonvulzivní účinky podobné účinkům ethanolu.
Při požití se účinky dostavují za přibližně 30 minut a trvají 1 až 2 dny. 2 až 4 gramy způsobují podobné bezvědomí jako 100 g (127 ml) ethanolu.

## Toxicita
Nejnižší dávka 2-methylbutan-2-olu u člověka, při níž došlo k úmrtí, je 30 ml.
Při předávkování se objevují podobné příznaky jako u opilosti a kvůli sedativním účinkům může dojít k potenciálně smrtelné hypoventilaci. Orální LD50 u krys je 1 g/kg. LD50 při podkožním podání u myší činí 2,1 g/kg. Může též nastat rychlá ztráta vědomí, respirační a metabolická acidóza, tachykardie, zvýšení krevního tlaku, hypoventilace, kóma a smrt. Předávkovaný člověk s hypoventilací by měl být intubován a měl by být napojen na mechanickou ventilaci.

## Metabolismus
U krys je TAA primárně metabolizován glukuronidací, probíhá zde také oxidace na 2-methylbutan-2,3-diol. V lidském organismu pravděpodobně dochází k podobným přeměnám, i když starší zdroje uváděly, že se TAA vylučuje v nezměněné podobě.

Oxidace TAA na 2-methylbutan-2,3-diol

Požití 2-methylbutan-2-olu nelze odhalit pomocí běžných testů na alkohol nebo jiných testů na přítomnost drog. Lze jej prokázat ze vzorku krve nebo moči pomocí spojení plynové chromatografie s hmotnostní spektrometrií, a to nejpozději po 48 hodinách.